# Escut d'Alfarb
L'escut d'Alfarb és un símbol representatiu oficial d'Alfarb, municipi del País Valencià, a la comarca de la Ribera Alta. Té el següent blasonament:
| « | Escut truncat. Al primer, de gules, la torre d'or. Al segon, d'or, el bou passant de gules, terrassat de sinople; [al tot] bordura, de gules, carregada de 8 feixos d'espigues, d'or. Per timbre, corona ducal. | » |

## Història
Fou aprovat mitjançant el Decret 3.517/1972, de 14 de desembre, i publicat al BOE núm. 311, de 28 de desembre de 1972.
El bou i els feixos d'espigues són les armes dels Borja, ducs de Gandia, marquesos de Llombai, i senyors d'Alfarb des de 1494. A aquestes armes, se'ls ha afegit la torre, que fa al·lusió al castell d'Alfarb, del segle xii, del qual només resta una torre rectangular dalt de tot del poble. La corona ducal recorda la Carta Pobla de repoblació de 1611, posterior a l'expulsió dels moriscos, essent l'atorgant Domingo Carlos de Borja y Centelles, aleshores duc de Gandia, marqués de Llombai, Comte d'Oliva i senyor d'Alfarb.